# F-Wert
Der F-Wert ist ein Begriff aus der Mikrobiologie und der Hygienetechnik. Er ist definiert als die Summe aller letalen Effekte, die im Verlauf einer Erhitzung auf eine Mikroorganismen-Population (also beispielsweise auf eine Bakterienkultur) wirken.
{\displaystyle F=D(\log N_{0}-\log N)}
Darin ist
- D (D-Wert, Dezimalreduktionswert, dezimale Keimzahlreduktion) = die Zeit in min, die erforderlich ist, um die Anzahl der Mikroorganismen um eine Zehnerpotenz zu reduzieren (Abtötungsrate 90 %); der Wert ist abhängig von der Temperatur, Mikroorganismenspezies, dem Medium, in dem sich die Mikroorganismen befinden, und den Kulturbedingungen.
- N0 = Anzahl Mikroorganismen zu Beginn,
- N = die Anzahl der nach der Behandlungszeit t noch lebensfähigen Mikroorganismen.

## F0-Wert (Letalitätsprodukt, Letalitätswert)
Ein F0-Wert von 1 ist die Wärmeeinwirkung (Abtötungseffekt) von 121,1 °C innerhalb einer Minute, abhängig vom z-Wert, der spezifisch für verschiedene Mikroorganismen ist. Über den F0-Wert einer Mikroorganismenspezies lässt sich ermitteln, welche Zeitdauer bei einer abweichenden Temperatur notwendig ist, um die gleiche Verminderung des Mikroorganismengehalts zu erzielen.